# لوهنسفلد
لوهنسفلد (به آلمانی: Lohnsfeld) یک شهر در آلمان است که در دنرسبرگکرایس واقع شده‌است. لوهنسفلد ۹۹۳ نفر جمعیت دارد.